# Morrow County (Ohio)
Morrow County ist ein County im Bundesstaat Ohio der Vereinigten Staaten. Der Verwaltungssitz (County Seat) ist Mount Gilead.

## Geographie
Das County liegt nördlich des geographischen Zentrums von Ohio und hat eine Fläche von 1055 Quadratkilometern, wovon drei Quadratkilometer Wasserfläche sind. Es grenzt im Uhrzeigersinn an folgende Countys: Crawford County, Richland County, Knox County, Delaware County und Marion County.

## Geschichte
Morrow County wurde am 24. Februar 1848 aus Teilen des Delaware-, Knox-, Marion- und des Richland County gebildet. Benannt wurde es nach Jeremiah Morrow, dem neunten Gouverneur von Ohio und Senator.
15 Bauwerke und Stätten des Countys sind im National Register of Historic Places eingetragen (Stand 16. Mai 2018).

## Demografische Daten

Alterspyramide des Morrow County

Nach der Volkszählung im Jahr 2000 lebten im Morrow County 31.628 Menschen in 11.499 Haushalten und 8.854 Familien. Die Bevölkerungsdichte betrug 30 Einwohner pro Quadratkilometer. Ethnisch betrachtet setzte sich die Bevölkerung zusammen aus 98,37 Prozent Weißen, 0,27 Prozent Afroamerikanern, 0,30 Prozent amerikanischen Ureinwohnern, 0,15 Prozent Asiaten und 0,18 Prozent aus anderen ethnischen Gruppen; 0,74 Prozent stammten von zwei oder mehr Ethnien ab. 0,58 Prozent der Bevölkerung waren spanischer oder lateinamerikanischer Abstammung.
Von den 11.499 Haushalten hatten 35,6 Prozent Kinder und Jugendliche unter 18 Jahre, die bei ihnen lebten. 64,6 Prozent waren verheiratete, zusammenlebende Paare, 8,1 Prozent waren allein erziehende Mütter, 23,0 Prozent waren keine Familien, 19,0 Prozent waren Singlehaushalte und in 7,9 Prozent lebten Menschen im Alter von 65 Jahren oder darüber. Die Durchschnittshaushaltsgröße betrug 2,72 und die durchschnittliche Familiengröße lag bei 3,09 Personen.
Auf das gesamte County bezogen setzte sich die Bevölkerung zusammen aus 27,3 Prozent Einwohnern unter 18 Jahren, 7,6 Prozent zwischen 18 und 24 Jahren, 29,3 Prozent zwischen 25 und 44 Jahren, 24,3 Prozent zwischen 45 und 64 Jahren und 11,5 Prozent waren 65 Jahre alt oder darüber. Das Durchschnittsalter betrug 36 Jahre. Auf 100 weibliche Personen kamen 99,4 männliche Personen. Auf 100 Frauen im Alter von 18 Jahren oder darüber kamen statistisch 98,0 Männer.
Das jährliche Durchschnittseinkommen eines Haushalts betrug 40.882 USD, das Durchschnittseinkommen der Familien betrug 45.747 USD. Männer hatten ein Durchschnittseinkommen von 33.129 USD, Frauen 22.454 USD. Das Prokopfeinkommen betrug 17.830 USD. 6,6 Prozent der Familien und 9,0 Prozent der Bevölkerung lebten unterhalb der Armutsgrenze. Davon waren 12,4 Prozent Kinder oder Jugendliche unter 18 Jahre und 7,1 Prozent waren Menschen über 65 Jahre.

## Orte

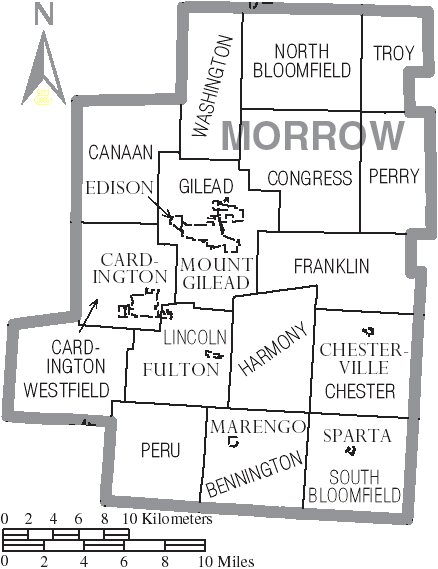
Karte des Morrow Countys

### City
- Galion

### Villages
| - Cardington - Chesterville - Edison - Fulton | - Marengo - Mount Gilead - Sparta |

### Townships
| - Bennington - Canaan - Cardington - Chester | - Congress - Franklin - Gilead - Harmony | - Lincoln - North Bloomfield - Perry - Peru | - South Bloomfield - Troy - Washington - Westfield |

### Gemeindefreie Gebiete
| - Bloomfield - Blooming Grove - Climax - Denmark - Fargo - Iberia - Johnsville | - Jugs Corners - North Woodbury - Penlan - Pulaskiville - Russell - Shauck - Shawtown | - South Woodbury - St. James - Vails Corners - Westfield - West Liberty - West Point - Williamsport |